# كريم السبكي
كريم السبكي مخرج ومنتج مصري شاب ينتمي إلى عائلة السبكي للإنتاج الفني، في البداية شارك في إنتاج عدة أفلام مثل (بوشكاش، واحد صحيح)، قبل أن يخوض تجربة الإخراج من خلال فيلم (قلب الأسد) عام 2013

## من أعماله

### في الإخراج
- من ضهر راجل [1]
- قلب الأسد
- الديزل
- شقو

### في الإنتاج
- الحرب العالمية الثالثة [2]
- واحد صحيح
- اللمبي 8 جيجا
- عزبة آدم
- بوشكاش

## الحياة الخاصة
متزوج من شهد رمزي منذ مايو عام 2016، ابنة المنتج السينمائي الراحل محمد حسن رمزي، وأنجبا طفلتهما «ليالي». 

## وصلات خارجية
- كريم السبكي على موقع IMDb (الإنجليزية)
- كريم السبكي على موقع الدهليز
- كريم السبكي على موقع قاعدة بيانات الأفلام العربية